# Haddon Sundblom
Haddon Sundblom va ser un dissenyador i pintor estatunidenc, suec d'origen, conegut per redefinir el 1931 la figura de Pare Noel per encomana de la Coca-Cola.
Entre 1931 i 1966, Haddon va ser el responsable pels traços del personatge, usant-se a si mateix com a model i als seus fills i nets com els nens que apareixen en les imatges al costat d'ell.